# Rafael Romo Muñoz
Rafael Romo Muñoz (ur. 22 listopada 1940 w Torreón) – meksykański duchowny rzymskokatolicki, w latach 1996–2006 biskup i 2006-2016 arcybiskup Tijuana.

## Życiorys
Święcenia kapłańskie przyjął 28 listopada 1965. 13 stycznia 1996 został prekonizowany biskupem Tijuana. Sakrę biskupią otrzymał 24 lutego 1996. 25 listopada 2006 został podniesiony do godności arcybiskupa. 16 czerwca 2016 zrezygnował z urzędu.